# ローレンス・ブラックレッジ
ローレンス・ブラックレッジ（Lawrence Blackledge、1985年11月24日- ）は、アメリカのバスケットボール選手である。身長206cm、体重85kgで、ポジションはパワーフォワード。

## 来歴
イリノイ州カーボンデール出身。2004年にサウスウエスタン・イリノイ大学に進学、2006年までの2シーズンで平均10.6得点、6.5リバウンド (バスケットボール)、3.2ブロック、フィールドゴール成功率56パーセントの記録を残し、2005-2006シーズンにはカンファレンスのファーストチームと、NJCAAのオナラブル・メンション（等外賞）に選ばれた。
2006年にはマーケット大学に編入し、2シーズンで44試合に出場。平均出場試合は6.8分で、得点は1.73点だった。
大学卒業後、2008年のNBAドラフトで指名されず、ユーロバスケット・サマーリーグやIBLのBCタイタンズでプレーした後、2010年9月、bjリーグの大阪エヴェッサと契約を結んだ。
2010-11シーズンは42試合に出場し、平均10.2得点を挙げたが、東日本大震災の発生に伴い2012年3月29日に契約を解除し帰国した。
2011-12シーズン、大阪と再び契約したが、2012年1月に解雇され、1月16日、bjリーグの浜松・東三河フェニックスと契約を結んだ。
2012-13シーズン、bjリーグの岩手ビッグブルズと契約を結んだ。2013年2月17日の新潟アルビレックスBB戦で右橈骨位端を骨折、全治2か月と診断され、20試合の欠場を強いられた。ブラックレッジは2013-14シーズン、2014-15シーズンも岩手に在籍し、2014-15シーズンにはチーム創設以来初となるファイナルズ進出に貢献した。
2015-16シーズン、大阪エヴェッサに復帰。このシーズンの大阪のヘッドコーチには、岩手を指揮していた桶谷大が就任し、ブラックレッジは桶谷と同時に大阪に移籍する形になった。レギュラーシーズン全52試合に出場したブラックレッジは平均14.4得点を挙げ、チームはプレイオフファーストラウンドで島根スサノオマジックを破るも、セミファイナルで琉球ゴールデンキングスに敗れた。
2016年9月にはチリのウニベルシダ・コンセプシオンと契約
、2016年11月18日には愛媛オレンジバイキングスと契約した。愛媛は、2011-12シーズンに浜松のヘッドコーチだった河合竜児が指揮するチームである。2017年11月、三遠ネオフェニックスに移籍。
12月8日に契約満了。マーカス・ダブ負傷の京都ハンナリーズに入団。2018年1月、岩手ビッグブルズに移籍

## 記録
| シーズン | チーム | GP | GS | MPG  | FG%  | 3P%  | FT%  | RPG  | APG | SPG | BPG | TO  | PPG  |
| -------- | ------ | -- | -- | ---- | ---- | ---- | ---- | ---- | --- | --- | --- | --- | ---- |
| 2010-11  | 大阪   | 42 | 15 | 24.2 | 52.4 | 34.1 | 53.3 | 7.7  | 1.6 | 1.1 | 2.2 | 1.5 | 10.2 |
| 2011-12  | 大阪   | 22 | 22 | 31.5 | 40.7 | 22.2 | 53.7 | 10.0 | 3.2 | 1.3 | 3.0 | 2.1 | 9.4  |
| 2011-12  | 浜松   | 28 | 28 | 19.8 | 49.3 | 22.2 | 53.8 | 5.2  | 1.2 | 0.9 | 2.1 | 0.9 | 9.1  |
| 2012-13  | 岩手   | 32 | 22 | 27.1 | 52.5 | 18.2 | 51.7 | 9.2  | 1.9 | 0.8 | 2.6 | 1.9 | 11.9 |
| 2013-14  | 岩手   | 52 | 50 | 30.0 | 48.1 | 5.9  | 52.9 | 7.4  | 2.8 | 1.6 | 2.0 | 1.7 | 13.9 |
| 2014-15  | 岩手   | 52 | 52 | 30.9 | 48.5 | 22.6 | 61.8 | 9.1  | 3.0 | 1.5 | 1.9 | 2.0 | 14.6 |
| 2015-16  | 大阪   | 52 | 50 | 31.9 | 47.5 | 26.6 | 60.1 | 7.2  | 3.9 | 1.8 | 1.9 | 2.2 | 14.4 |
| 2016-17  | 愛媛   | 45 | 3  | 23.2 | 41.7 | 20.0 | 63.5 | 5.8  | 2.2 | 1.2 | 1.8 | 2.2 | 10.8 |
| 2017-18  | 三遠   | 8  | 0  | 10.9 | 45.5 | 0.0  | 80.0 | 2.9  | 0.5 | 0.4 | 1.2 | 0.8 | 10.9 |
| 2017-18  | 京都   | 6  | 0  | 6.2  | 50.0 | 50.0 | 57.1 | 1.0  | 0.7 | 0.2 | 0.2 | 0.3 | 6.2  |
| 2017-18  | 岩手   | 29 | 1  | 21.4 | 39.2 | 23.6 | 59.2 | 5.1  | 1.7 | 1.0 | 1.4 | 1.9 | 11.3 |